# 巴森
巴森扎布（1954年—），汉名巴森，中华人民共和国新疆博尔塔拉蒙古自治州人，内蒙古电影制片厂演员。1974年毕业于内蒙古艺术学校。由於是成吉思汗次子察合台的后代，故此多被安排飾演祖先相關角色，尤其在多部作品扮演成吉思汗，包括《成吉思汗》《射雕英雄传》。電影方面，曾參演《赤壁》《狼圖騰》。在日本大河劇《北條時宗》中飾演忽必烈，更被日本傳媒稱為「蒙古的高倉健」。

## 电视剧作品
- 《魂断钓鱼城》——蒙哥
- 《北條時宗》——忽必烈
- 《成吉思汗》 ——也速該、铁木真
- 《射雕英雄传》——铁木真
- 《格达活佛》——泽仁顿珠
- 《我的鄂尔多斯》——沙王
- 《軒轅劍之天之痕》——楊素
- 《建元風雲》——窩闊台
- 《大明風華》——也先
- 《忽必烈》——铁木真

## 电影作品
- 《东归英雄传》——阿拉坦桑
- 《一代天骄成吉思汗》——塔里忽台
- 《蒙古王》——也速该
- 《赤壁》——关羽
- 《成吉思汗十勇士》
- 《狼图腾》——毕利格阿爸